# 長野県道59号松川インター大鹿線
長野県道59号松川インター大鹿線（ながのけんどう59ごう まつかわインターおおしかせん）は、長野県下伊那郡松川町から下伊那郡大鹿村に至る主要地方道（長野県道）である。通称は小渋線。

## 概要

### 路線データ
- 起点 : 下伊那郡松川町（中央自動車道 松川IC）
- 終点 : 下伊那郡大鹿村（国道152号交点）

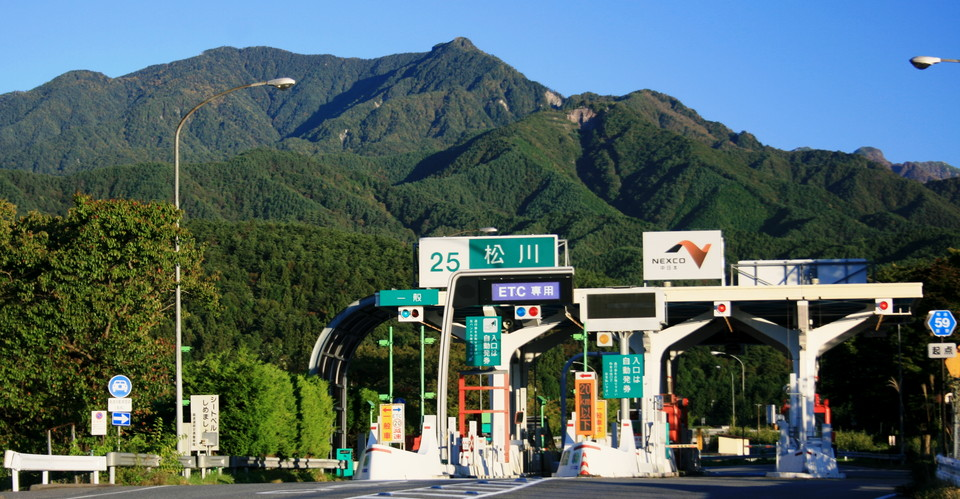
起点となる松川インターチェンジ
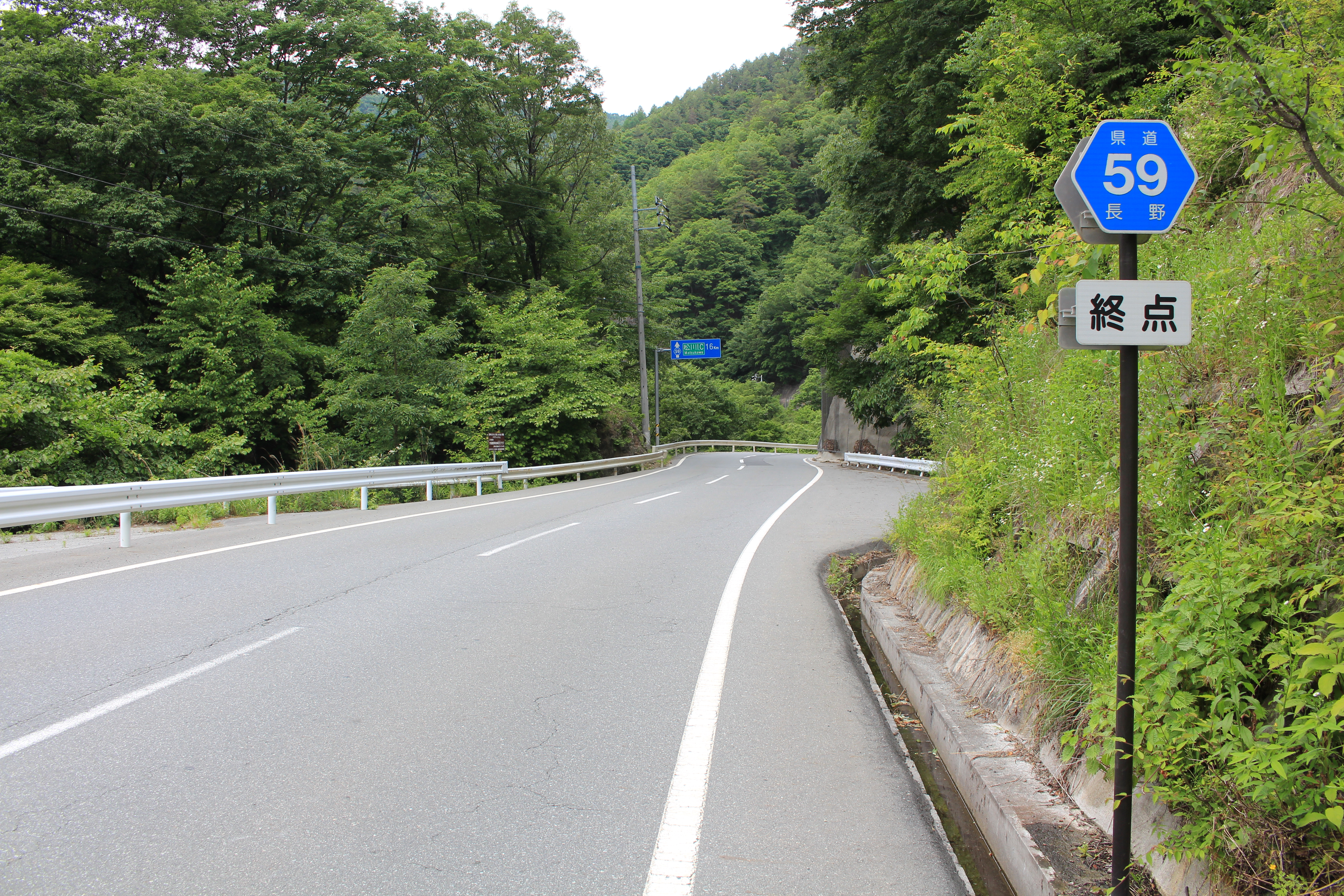
終点、下伊那郡大鹿村（国道152号交点）、松川インターチェンジまで16 km地点

## 歴史
- 1982年（昭和57年）4月1日：松除松川線、松川大鹿線の一部を主要地方道松川インター大鹿線へ指定[1]。
- 1982年（昭和57年）9月13日：松除松川線を松川インター大鹿線へ変更。
- 1993年（平成5年）5月11日：建設省から、県道松川インター大鹿線が松川インター大鹿線として主要地方道に再指定される[2]。

## 路線状況

### 重複区間
- 長野県道18号伊那生田飯田線（下伊那郡松川町元大島 - 上伊那郡中川村葛島）
- 長野県道22号松川大鹿線（下伊那郡大鹿村大河原 - 下伊那郡大鹿村大河原、終点）

## 地理

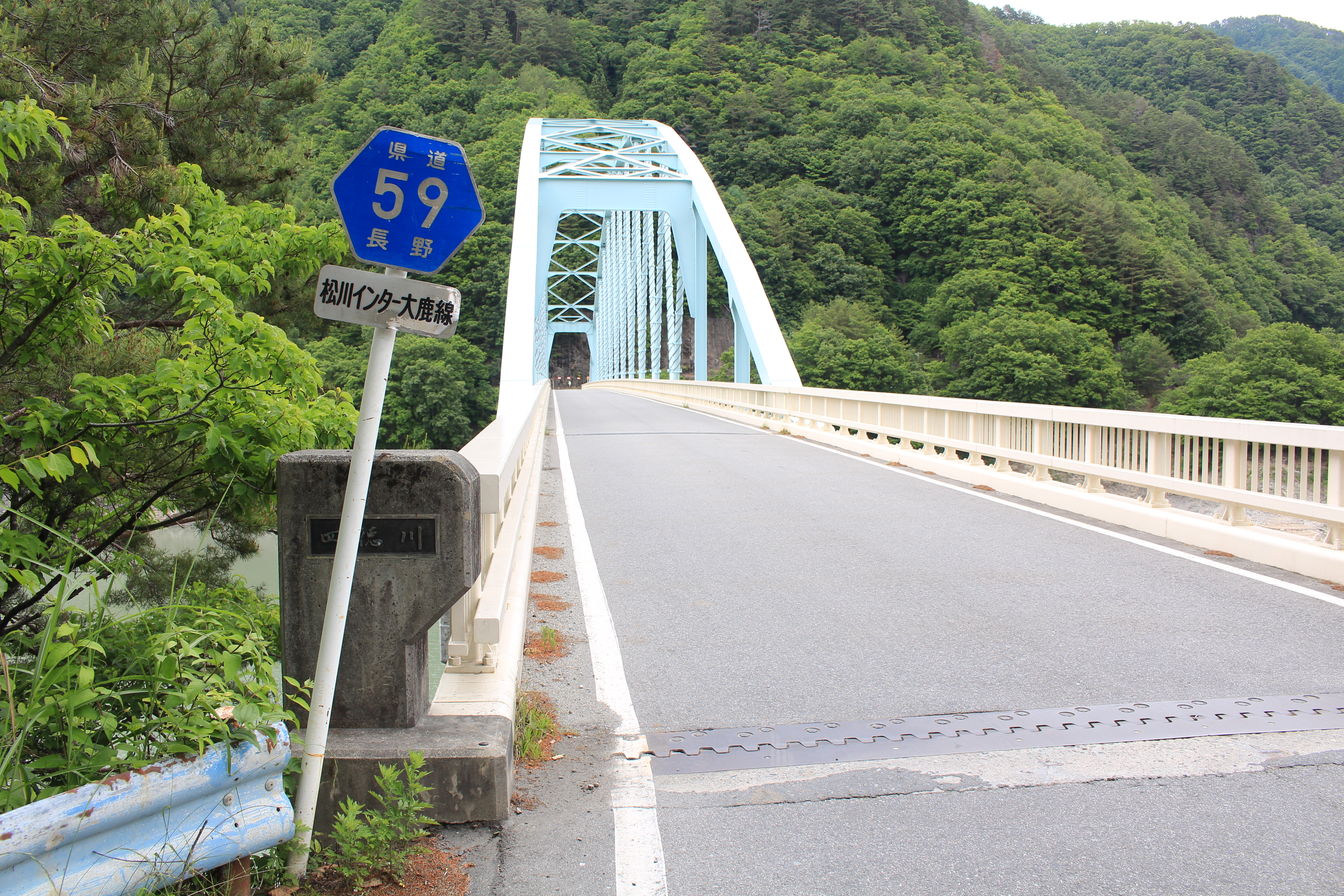
小渋湖畔の四徳大橋、上伊那郡中川村

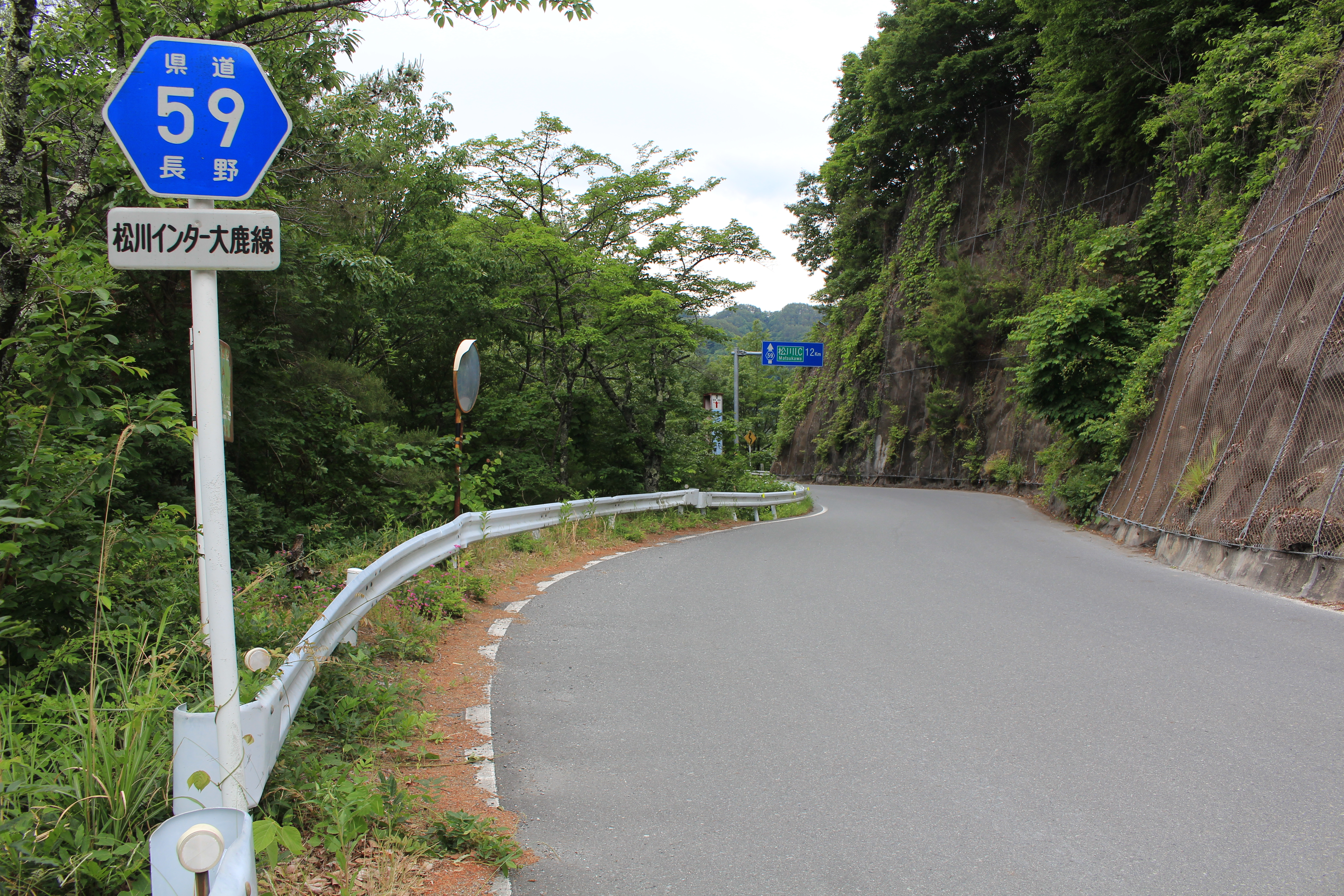
長野県道59号松川インター大鹿線、上伊那郡中川村]、松川インターチェンジまで12 km地点

### 通過する自治体
- 下伊那郡
  - 松川町
  - 大鹿村
- 上伊那郡
  - 中川村

### 交差する道路
- 中央自動車道 松川インターチェンジ・長野県道15号飯島飯田線（下伊那郡松川町大島・松川インター交差点、起点）
- 国道153号（下伊那郡松川町元大島・上新井交差点）
- 長野県道18号伊那生田飯田線（下伊那郡松川町元大島）
- 長野県道18号伊那生田飯田線（上伊那郡中川村葛島）
- 長野県道210号西伊那線（上伊那郡中川村大草）
- 長野県道22号松川大鹿線（下伊那郡大鹿村大河原）
- 国道152号（下伊那郡大鹿村大河原、終点）